# Cesare Milani
Cesare Milani (ur. 4 stycznia 1905 w Livorno, zm. 21 czerwca 1956 tamże) – włoski wioślarz, dwukrotny medalista olimpijski.
Wystąpił na igrzyskach olimpijskich w Los Angeles w 1932, gdzie Włosi w składzie: Vittorio Cioni, Renato Bracci, Mario Balleri, Dino Barsotti, Roberto Vestrini, Guglielmo Del Bimbo, Enrico Garzelli, Renato Barbieri i Cesare Milani (sternik) zdobyli srebrny medal w ósemkach. W finale o 0,2 sekundy przegrali z osadą Stanów Zjednoczonych, a o 2,6 sekundy wyprzedzili Kanadyjczyków. Na rozgrywanych cztery lata później igrzyskach olimpijskich w Berlinie wspólnie z Dino Barsottim, Oreste Grossim, Enzo Bartolinim, Mario Checcaccim, Dante Secchim, Ottorino Quaglierinim, Guglielmo Del Bimbo i Enrico Garzellim ponownie zajął drugie miejsce w ósemkach. W finale ponownie przegrali z osadą USA, tym razem o 0,6 sekundy.
W tej samej konkurencji zdobył złote medale na mistrzostwach Europy w Bydgoszczy (1929) i mistrzostwach Europy w Amsterdamie (1937), srebrne na mistrzostwach Europy w Liège (1930), mistrzostwach Europy w Paryżu (1931) i mistrzostwach Europy w Budapeszcie (1933) oraz brązowy na mistrzostwach Europy w Mediolanie (1938). Ponadto na mistrzostwach Europy w Como (1927) i mistrzostwach Europy w Bydgoszczy (1929) zwyciężał w dwójkach ze sternikiem, a na mistrzostwach Europy w Lucernie (1926) był drugi.
W latach 1929-1933 i 1935-1941 zdobywał mistrzostwo kraju w ósemkach, a w latach 1927-1929 zdobywał mistrzostwo w dwójkach ze sternikiem.